# Championnats d'Europe de karaté juniors et cadets 1999
Les championnats d'Europe de karaté juniors et cadets 1999 ont eu lieu du 12 au 14 février 1999 à Oviedo, en Espagne. Il s'agissait de la 26e édition des championnats d'Europe de karaté juniors et cadets organisés par la Fédération européenne de karaté chaque année.

## Résultats

### Cadets

#### Kata
| Rang | Pays    | Karatéka    |
| ---- | ------- | ----------- |
| 1    | Espagne | F. San Jose |
| 2    | France  | J. Huyhn    |
| 3    | Italie  | F. Leardini |

| Rang | Pays     | Karatéka      |
| ---- | -------- | ------------- |
| 1    | Italie   | V. Capozio    |
| 2    | Espagne  | R. Jimenez    |
| 3    | Autriche | T. Diendorfer |

#### Kumitemasculin
| Rang | Pays    | Karatéka     |
| ---- | ------- | ------------ |
| 1    | France  | D. Dona      |
| 2    | Espagne | J. Aguado    |
| 3    | Russie  | R. Chauallev |
| 3    | Grèce   | K. Pappas    |

| Rang | Pays    | Karatéka   |
| ---- | ------- | ---------- |
| 1    | Espagne | R. Perablo |
| 2    | Turquie | E. Ozsoy   |
| 3    | Russie  | A. Azanov  |
| 3    | Croatie | N. Dukic   |

| Rang | Pays        | Karatéka      |
| ---- | ----------- | ------------- |
| 1    | Yougoslavie | M. Krivokapic |
| 2    | Slovaquie   | T. Zivner     |
| 3    | France      | S. Hadji      |
| 3    | Espagne     | R. Ramos      |

| Rang | Pays       | Karatéka     |
| ---- | ---------- | ------------ |
| 1    | Angleterre | D. Pack      |
| 2    | Allemagne  | C. Mayer     |
| 3    | Slovaquie  | M. Kadlecik  |
| 3    | Pologne    | S. Mrozewski |

| Rang | Pays        | Karatéka       |
| ---- | ----------- | -------------- |
| 1    | Russie      | A. Zavialov    |
| 2    | Belgique    | B. Bourguignon |
| 3    | Yougoslavie | L. Greber      |
| 3    | Italie      | Pighataro      |

### Juniors

#### Épreuves individuelles

##### Kata
| Rang | Pays    | Karatéka       |
| ---- | ------- | -------------- |
| 1    | Espagne | V. Lopez Megia |
| 2    | France  | X. Géraud      |
| 3    | Italie  | J. Ciotti      |

| Rang | Pays     | Karatéka                      |
| ---- | -------- | ----------------------------- |
| 1    | Espagne  | Maria Cogolludo de las Herras |
| 2    | Italie   | S. Mazzoleni                  |
| 3    | Finlande | M. Kulmala                    |

##### Kumite

###### Kumitemasculin
| Rang | Pays       | Karatéka   |
| ---- | ---------- | ---------- |
| 1    | Turquie    | H. Kara    |
| 2    | Allemagne  | M. Melemez |
| 3    | France     | L. De Bono |
| 3    | Angleterre | M. Hodge   |

| Rang | Pays               | Karatéka      |
| ---- | ------------------ | ------------- |
| 1    | Italie             | C. Massa      |
| 2    | Portugal           | E. Trindade   |
| 3    | République tchèque | J. Junek      |
| 3    | Belgique           | D. Versmissen |

| Rang | Pays               | Karatéka                |
| ---- | ------------------ | ----------------------- |
| 1    | Croatie            | G. Lefevre              |
| 2    | Bosnie-Herzégovine | A. Hadzic               |
| 3    | Russie             | Islamoutdin Eldarouchev |
| 3    | France             | N. Mecheri              |

| Rang | Pays      | Karatéka          |
| ---- | --------- | ----------------- |
| 1    | Espagne   | Iván Leal Reglero |
| 2    | Russie    | K. Amrikhanov     |
| 3    | Italie    | D. Accardi        |
| 3    | Slovaquie | Klaudio Farmadin  |

| Rang | Pays        | Karatéka         |
| ---- | ----------- | ---------------- |
| 1    | Pays-Bas    | Daniël Sabanovic |
| 2    | France      | Yann Baillon     |
| 3    | Espagne     | M. Arias         |
| 3    | Yougoslavie | M. Lazic         |

| Rang | Pays       | Karatéka     |
| ---- | ---------- | ------------ |
| 1    | Angleterre | Leon Walters |
| 2    | France     | H. Hocine    |
| 3    | Suède      | F. Janzon    |
| 3    | Espagne    | J. Martin    |

###### Kumiteféminin
| Rang | Pays       | Karatéka       |
| ---- | ---------- | -------------- |
| 1    | Italie     | R. Carlini     |
| 2    | Allemagne  | N. Baumgartner |
| 3    | Angleterre | T. Leech       |
| 3    | Croatie    | L. Susovic     |

| Rang | Pays        | Karatéka      |
| ---- | ----------- | ------------- |
| 1    | Yougoslavie | R. Lazarevic  |
| 2    | Italie      | S. de Angelis |
| 3    | Slovaquie   | M. Levicka    |
| 3    | Turquie     | G. Ustaouglu  |

| Rang | Pays        | Karatéka           |
| ---- | ----------- | ------------------ |
| 1    | Espagne     | Cristina Feo Gomez |
| 2    | Yougoslavie | S. Pekovic         |
| 3    | Slovaquie   | M. Cerna           |
| 3    | Turquie     | N. Yilmaz          |

#### Épreuves par équipes
| Rang | Pays      | Karatékas                       |
| ---- | --------- | ------------------------------- |
| 1    | France    |                                 |
| 2    | Espagne   |                                 |
| 3    | Italie    | Giuseppe di Domenico, notamment |
| 3    | Slovaquie |                                 |